# Retenu
Retenu era el nom egipci de l'actual regió de Canaan i Síria, que s'estenia des Tjaru a Mitani, és a dir, des del nord del desert del Nègueb fins al riu Orontes. Era un dels Nou Arcs, els enemics tradicionals d'Egipte.
Tot i que les fronteres de Retenu van variar amb el temps, constava de tres regions: Djahy al sud, que ocupava pràcticament els mateixos límits que Canaan; Líban localitzat en el centre, entre la Mediterrània i el riu Orontes, i Amurru, al nord del Líban. La primera vegada que s'esmenta Retenu és a la Història de Sinuhé, en una ostraca del segle xiv aC.

Hi ha una teoria segons la qual Retenu és la transcripció egípcia del terme hebreu arzenu, que significa «la nostra terra».
 

## Història
Amenhotep II (circa 1450 aC) va realitzar una campanya de càstig l'any nou del seu regnat, i també hi va haver campanyes militars en el regnat de Tuthmosis I. La causa era el control sobre el subministrament dels cedres del Líban, atès que de la seva fusta depenia l'expansió de la flota egípcia.

Després de la mort de Hatshepsut, Tuthmosis III va portar la seva primera campanya a Retenu, on, després de vèncer a la batalla de Meguidó en 1457 aC, Tutmosis va prendre com a ostatges els fills de cadascun dels reis derrotats. Després de ser educats en la cort egípcia, van ser retornats als seus llocs d'origen on van governar amb el consentiment d'Egipte.

En el regnat de Ramsès II l'amenaça van ser els hitites. A l'estiu de quart any del seu regnat (1276 aC), l'exèrcit hitita va avançar contra Retenu i van reprendre Amurru. Ramsès va decidir guerrejar per la supremacia a Síria, i es va traslladar el 1274 aC amb un exèrcit d'uns 20.000 soldats a la zona. A 16 quilòmetres de la ciutat de Cadeix es va trobar amb l'hitita Muwatallis II, que es va retirar immediatament després de la batalla.

En el vuitè any del seu regnat, Ramsès III va patir els atacs dels Pobles del Mar. Després d'una batalla naval ocorreguda al Delta del Nil i descrita en detall, Ramsès va aconseguir expulsar-los d'Egipte, però va perdre la batalla de la influència política sobre Retenu, causa de l'assentament de diversos aquests pobles i l'esgotament de la hisenda pública.